# Меркури, Ирини
Ирини Меркури (греч. Ειρήνη Μερκούρη, Илио, 26 мая 1981) — популярная греческая певица.

## Творческая биография
Ирина Меркури родилась в семье музыкантов. После успешного участия в конкурсе талантов подписала контракт с звукозаписывающей компанией Sony Music. После этого в ноябре 2001 года Ирина Меркури выпустила свой первый сольный альбом под названием «Να φυσάει η Άνοιξη», который включил дуэт с Антонисом Ремосом «Δυο μας».
В 2004 году она сотрудничала с певцом Сарбель, участником конкурса Евровидение от Греции, а также выпустила второй альбом под названием «Παλίρροια». Третий альбом певицы вышел в 2006 году и назывался «Άργησες».
В мае 2010 года вышел новый альбом Ирины Меркури под названием «Ανωτερώτητα».

## Личная жизнь
В 2016 году вышла замуж за врача Янниса Куцопулоса. В 2024 году она родила их первого ребенка, дочь.

## Дискография

### Альбомы
- 2001 — "Να Φυσάει Η Άνοιξη"
- 2003 — "Mείνε Μαζί Μου Απόψε"
- 2004 — "Παλίρροια"
- 2005 — "Ανετα"
- 2006 — "Άργησες"

### Дуети
- 2001 — (feat. Антонис Ремос) «"Δυο Μας"»
- 2001 — (feat. Костас Доксас) «"Όσα Φέρνει Η Ώρα"»
- 2005 — (feat. Сарбель) «"Σε Πήρα Σοβαρά"»
- 2005 — (feat. Сарбель) «"Αγάπη Μου Εσύ"»
- 2005 — (feat. Периклис Стерианнудис) «"Μικρή Μου Αρχόντισσα"»
- 2006 — (feat. Христос Пазис) «"Άργησες"»
- 2007 — (feat. Василис Каррас) «"Εμείς Οι Δύο"»

### Синглы
- 2008: "Ναι"
- 2009: "Φαρμακείο"
- 2010: "Ανωτερώτητα"
- 2010: "Αφιλόξενο Τοπίο"
- 2011: "Οι Πράξεις Είναι Που Μετράνε"
- 2012: "Η Ελπίδα Πεθαίνει Τελευταία"
- 2013: "Για Σένα Λιώνω"
- 2013: "Πριν Φύγεις"
- 2014: "Μας Τελείωσε"
- 2015: "Ζω Για Μένα"
- 2023: "Κατάλληλη Στιγμή"